# Mioclono
El mioclono (del término médico en latín científico myoclonus, acuñado en inglés en 1883, a partir a su vez del griego mys, "mus", músculo, y klónos, "klonos", agitación, confusión, perturbación) es una contracción repentina e involuntaria de un músculo o grupo de músculos. Describe un signo médico y generalmente no constituye el diagnóstico de una enfermedad.

## Etiología
El mioclono puede desarrollarse en respuesta a la infección, a un traumatismo en las cervicales o en la columna vertebral, a tumores cerebrales, puede ser secundario a un evento vascular cerebral (EVC) o a insuficiencia renal o presentarse en respuesta a un problema en la eliminación de las grasas o a la intoxicación por sustancias químicas adictivas. La prolongada falta de oxígeno en el cerebro, llamada hipoxia, puede conducir a un mioclono post-hipóxico. Las mioclonías pueden presentarse solas, pero por lo general es uno de los síntomas que pueden observarse por un problema del sistema nervioso. Las sacudidas mioclónicas se generan principalmente en las personas con epilepsia, un trastorno en el cual se altera la actividad eléctrica en el cerebro y que conduce a convulsiones. Las sacudidas pueden presentarse en diferentes fases del sueño.[cita requerida]

## Cuadro clínico
Los tirones mioclónicos generalmente resultan de contracciones musculares repentinas llamadas mioclonos positivos, o de un relajamiento muscular llamado mioclono negativo. Las sacudidas mioclónicas pueden ocurrir solas o en secuencia, con o sin algún patrón determinado. Pueden ocurrir infrecuentemente o bien presentarse muchas veces por minuto. Los mioclonos ocasionalmente ocurren como respuesta a un evento externo o cuando una persona trata de realizar un movimiento. Las contracciones son incontrolables.[cita requerida]
En su manera más sencilla, el mioclono consiste en una contracción seguida por un relajamiento del músculo. El hipo es un ejemplo de este tipo de mioclono. Otros ejemplos familiares de mioclonos son los sobresaltos nocturnos o mioclonías del sueño que algunas personas tienen cuando están quedándose dormidas. Estas formas sencillas de mioclonos ocurren en personas saludables sin causar problema alguno. Cuando muestran una mayor prevalencia, los mioclonos consisten en contracciones persistentes en forma de sacudidas violentas en un grupo de músculos. En algunos casos, los mioclonos comienzan en una región del cuerpo y se esparcen a los músculos en otras áreas. Los casos más graves de mioclonos pueden distorsionar el movimiento y limitar la capacidad de comer, hablar o caminar. Estos tipos de mioclonos pueden indicar un trastorno asociado en el cerebro o en los nervios.[cita requerida]

## Tipos de mioclonos
Es difícil clasificar las diferentes formas de mioclonos porque las causas, los efectos y las respuestas a la terapia varían mucho. A continuación se describen los tipos más comunes.
- El mioclono de acción se caracteriza por sacudidas musculares provocadas o intensificadas por movimientos voluntarios o incluso por la intención de moverse. La intención de realizar movimientos coordinados precisos lo empeora. El mioclono de acción es la forma más incapacitante de mioclono ya que puede afectar los brazos, las piernas, la cara y hasta la voz. Este tipo de mioclono a menudo es causado por un daño cerebral que resulta de la falta de oxígeno y flujo sanguíneo al cerebro cuando la respiración o el latido del corazón se detiene temporalmente.
- Se cree que el mioclono reflejo cortical sería un tipo de epilepsia que se originaría en la corteza cerebral, responsable por mucho del procesamiento de información que toma lugar en el cerebro. En este tipo de mioclono, las contracciones generalmente sólo involucran algunos músculos en una sola parte del cuerpo, pero también pueden ocurrir contracciones que involucran muchos músculos. El mioclono reflejo cortical se puede intensificar cuando los pacientes tratan de moverse de cierta manera o perciben una sensación en particular.
- El mioclono esencial ocurre cuando no hay epilepsia u otras anormalidades aparentes en el cerebro o en los nervios. Puede ocurrir de manera aleatoria en personas que no tienen historial familiar, pero también puede aparecer entre miembros de la misma familia, lo que indica que a veces puede ser un trastorno heredado. El mioclono esencial tiende a mantenerse estable sin que aumente su severidad con el tiempo. Algunos científicos especulan que algunas formas de mioclono esencial pueden ser un tipo de epilepsia cuyo origen se desconoce.
- El mioclono palatino es una contracción rítmica regular de uno o ambos lados de la parte posterior del techo de la boca, llamado el paladar blando. Las contracciones pueden ser acompañadas por mioclonos en otros músculos incluyendo aquellos de la cara, la lengua, la garganta y el diafragma. Las contracciones son muy rápidas, ocurriendo hasta 150 veces por minuto, y pueden persistir durante el sueño. La afección generalmente aparece en adultos y puede durar indefinidamente. Las personas con mioclono palatino generalmente lo ven como un problema menor, aunque ocasionalmente se quejan de un chasquido en el oído, un ruido que ocurre cuando los músculos del paladar blando se contraen.
- El mioclono epiléptico progresivo (o PME, por sus siglas en inglés) es un grupo de enfermedades caracterizadas por mioclonos, convulsiones epilépticas, y otros síntomas serios como dificultad para caminar o hablar. Estos trastornos raros a menudo se empeoran con el tiempo y a veces son fatales. Los estudios han identificado por lo menos tres formas de PME. La enfermedad de cuerpos de Lafora (o epilepsia mioclónica de Lafora) es heredada como un trastorno autosómico recesivo, lo que quiere decir que la enfermedad ocurre solamente cuando un niño hereda dos copias del gen defectuoso, uno de cada padre. La enfermedad de cuerpos de Lafora se caracteriza por mioclonos, convulsiones epilépticas, y demencia (una pérdida progresiva de la memoria y de otras funciones intelectuales). Un segundo grupo de enfermedades de PME pertenecientes a la clase de enfermedades de almacenamiento cerebral generalmente involucran mioclonos, problemas visuales, demencia, y distonia (contracciones musculares sostenidas que causan movimientos de contorsión o posturas anormales). Otro grupo de trastornos de PME en la clase de degeneraciones sistémicas a menudo están acompañados por mioclonos de acción, convulsiones, y problemas con el equilibrio y el caminar. Muchas de las enfermedades de PME comienzan en la niñez o la adolescencia.
- Se piensa que el mioclono reflejo reticular es un tipo de epilepsia generalizada que se origina en el tronco encefálico. Las sacudidas mioclónicas generalmente afectan todo el cuerpo, con los músculos de ambos lados del cuerpo afectados simultáneamente. En algunas personas, las sacudidas mioclónicas ocurren en una sola parte del cuerpo, como en las piernas, con todos los músculos de esa parte corporal involucrados en cada sacudida. El mioclono reflejo reticular puede ser activado por un movimiento voluntario o por un estímulo externo.
- El mioclono provocado por la estimulación es inducido por una variedad de eventos externos, incluyendo ruidos, el movimiento y la luz. La sorpresa pueda aumentar la sensibilidad del paciente.
- El mioclono nocturno o mioclonía del sueño o sacudida hípnica, ocurre durante las fases iniciales del sueño, especialmente al momento de quedarse dormido (Hipnagogia). Por lo general es una contracción única y asimétrica, y frecuentemente tenemos la sensación de que estamos sufriendo una caída, que suele llevar a despertarnos en ese instante. Ciertas formas parecen ser provocadas por los estímulos externos, pautas de sueño irregulares, estrés... Se suele considerar un trastorno benigno del sueño afectando a más del 70% de la población. Sin embargo, el mioclono puede ser un síntoma de un trastorno del sueño más complejo y preocupante, como el síndrome de las piernas inquietas, y puede necesitar tratamiento médico.